# Elyra phlegeusalis
Elyra phlegeusalis là một loài bướm đêm trong họ Noctuidae.